# Grand Prix USA 1961
Grand Prix USA 1961 (oficiálně IV Grand Prix of the United States) se jela na okruhu Watkins Glen International ve Watkins Glen v New Yorku ve Spojených státech amerických dne 8. října 1961. Závod byl osmým a zároveň posledním v pořadí v sezóně 1961 šampionátu Formule 1.

## Závod
| Poř.   | No. | Jezdec                           | Konstruktér   | Počet kol | Čas/Odstoupení | Pořadí na startu | Body |
| ------ | --- | -------------------------------- | ------------- | --------- | -------------- | ---------------- | ---- |
| 1      | 15  | Innes Ireland                    | Lotus-Climax  | 100       | 2:13:45.8      | 8                | 9    |
| 2      | 12  | Dan Gurney                       | Porsche       | 100       | +4.3           | 7                | 6    |
| 3      | 5   | Tony Brooks                      | BRM-Climax    | 100       | +49.0          | 5                | 4    |
| 4      | 2   | Bruce McLaren                    | Cooper-Climax | 100       | +58.0          | 4                | 3    |
| 5      | 4   | Graham Hill                      | BRM-Climax    | 99        | +1 kolo        | 2                | 2    |
| 6      | 11  | Jo Bonnier                       | Porsche       | 98        | +2 kola        | 10               | 1    |
| 7      | 14  | Jim Clark                        | Lotus-Climax  | 96        | +4 kola        | 6                |      |
| 8      | 6   | Roger Penske                     | Cooper-Climax | 96        | +4 kola        | 16               |      |
| 9      | 16  | Peter Ryan                       | Lotus-Climax  | 96        | +4 kola        | 13               |      |
| 10     | 3   | Hap Sharp                        | Cooper-Climax | 93        | +7 kol         | 17               |      |
| 11     | 21  | Olivier Gendebien Masten Gregory | Lotus-Climax  | 92        | +8 kol         | 15               |      |
| Ret    | 19  | Roy Salvadori                    | Cooper-Climax | 96        | Motor          | 12               |      |
| Ret    | 17  | Jim Hall                         | Lotus-Climax  | 76        | Únik paliva    | 18               |      |
| Ret    | 26  | Lloyd Ruby                       | Lotus-Climax  | 76        | Dynamo         | 19               |      |
| Ret    | 7   | Stirling Moss                    | Lotus-Climax  | 58        | Motor          | 3                |      |
| Ret    | 1   | Jack Brabham                     | Cooper-Climax | 57        | Přehřátí       | 1                |      |
| Ret    | 22  | Masten Gregory                   | Lotus-Climax  | 23        | Převodovka     | 11               |      |
| Ret    | 60  | Walt Hansgen                     | Cooper-Climax | 14        | Nehoda         | 14               |      |
| Ret    | 18  | John Surtees                     | Cooper-Climax | 0         | Motor          | 9                |      |
| WD     | 23  | Ken Miles                        | Lotus-Climax  |           |                |                  |      |
| Zdroj: |     |                                  |               |           |                |                  |      |

## Konečné pořadí po závodě
Pohár jezdců
|        | Pořadí | Jezdec             | Body    |
| ------ | ------ | ------------------ | ------- |
|        | 1      | Phil Hill          | 34 (38) |
|        | 2      | Wolfgang von Trips | 33      |
|        | 3      | Stirling Moss      | 21      |
| 1      | 4      | Dan Gurney         | 21      |
| 1      | 5      | Richie Ginther     | 16      |
| Zdroj: |        |                    |         |

Pohár konstruktérů
|        | Pořadí | Konstruktér   | Body    |
| ------ | ------ | ------------- | ------- |
|        | 1      | Ferrari       | 40 (52) |
|        | 2      | Lotus-Climax  | 32      |
|        | 3      | Porsche       | 22 (23) |
|        | 4      | Cooper-Climax | 14 (18) |
|        | 5      | BRM-Climax    | 7       |
| Zdroj: |        |               |         |